# Luis Algorri
Luis Fernando Pérez Algorri (León, 8 de mayo de 1958) es un escritor y periodista español.
Estudió Historia e Historia del Arte en la Universidad de Oviedo. Hizo el Máster de Periodismo en la Universidad Autónoma de Madrid/El País en 1988. Luis  Algorri, que es como firma sus artículos, ha trabajado en diversos medios, como El Independiente, Tiempo, El País y Diario 16, donde fue editorialista y director de la sección de opinión.
Su trabajo más frecuente se desarrolla en el mundo de la cultura: es músico y, como periodista, ha ejercido la crítica de música clásica durante muchos años en los más diversos medios. También ha escrito abundantemente sobre la Iglesia católica y forma parte de la Asociación de Periodistas de Información Religiosa (APIR). 
Comprometido con la causa de la normalización social y legal de los homosexuales, ha pronunciado numerosas conferencias sobre el asunto y firmó durante años, desde el  2000, la página de opinión de la revista  Odisea. Su novela Algún día te escribiré esto (Editorial Egales, 1999) es una obra significativa de la literatura gay española  y ha sido traducida a cinco idiomas. Ha publicado, además, diversos relatos en obras colectivas, como en la antología Tu piel en mi boca (editorial Egales, 2004). o Cuentos de León narrados por... (Rimpego), antología de cuentos de escritores leoneses.
Luis Algorri ha prologado varios libros y tradujo, del catalán al castellano, la novela Isaac i els dubtes, de Lluís Maria Todó, que publicó la editorial Odisea con el título Isaac y las dudas. Luis Algorri ha colaborado desde el año 2000 hasta principios de 2009 con el diario digital Elconfidencial.com, donde escribió semanalmente, con el seudónimo Incitatus, una página de comentarios sobre el mundo cultural. Desde enero de 2018 mantiene esa columna (y el mismo seudónimo) en el diario digital Voz Pópuli.
Luis Algorri se inició en la Masonería en junio de 2007, en la Logia Arte Real, de la Gran Logia Simbólica Española en Madrid. En esa institución ha ocupado diversas responsabilidades, como la de Gran Orador. 

## Obra
- Algún día te escribiré esto (1999);
  - en francés Le Garçon de la piscine (2002).
  - en alemán Du hörst von mir (2005)[8]